# غراندي فراتيلو
غراندي فراتيلو هي النسخة الايطالية من من برنامج بيغ براذر (الأخ الأكبر)، يبث البرنامج سنويا منذ سبتمبر 2000، البرنامج من ابتكار وإنتاج شركة إندمول الهولندية.

## فكرة البرنامج
تدور فكرة البرنامج حول مجموعة  متسابقين يعيشون سويا لمدة 100 يوما في منزل منفصل عن العالم بني خصيصا للبرنامج. على هؤلاء المتسابقين التأقلم على العيش في هذا المنزل الذي تفصلهم جدرانه عن الناس مع انعدام أي وسيلة للإتصال بالعالم الخارجي سواء كان هاتفا أم إنترنت. المنزل مجهز بكل ما يحتاجه المشتركون من أساسيات وكماليات، ما عدا وسائل الاتصالات. وهو مزود أيضا بعدد كبير من الكاميرات موزعة على جميع مرافق المنزل، لكي يتمكن المشاهدون من متابعة جميع الأحداث المثيرة التي تحدث في المنزل فالمشاهدون سيتابعون جميع تفاصيل حياة المشتركين خلال فترة وجودهم في المنزل. ويقوم الجمهور بالتصويت في كل اسبوع على الأشخاص الذين يرغبون ببقائهم والذين يتحصلان على نسبة تصويت أقل يصبحان مهددين بالاستبعاد من البيت ثم يجري التصويت مرة أخرى ليخرج صاحب النسبة الاقل ويبقى الآخر. هناك عدد كبير القوانين التي يجب أن يتقيد بها جميع المشتركين ومن أهمها الانعزال التام عن العالم الخارجي، أي لا مكالمات هاتفية ولا رسائل إلكترونية مع الأقارب والأصدقاء والمساهمة في اداء المهام والتحديات المقررة على مدار الساعة 7 أيام في الأسبوع. يحق للمشاركين ترك المنزل في أي وقت لكن عند الخروج لا يمكن للمتسابق العودة.

## المواسم
| الجزء             | تاريخ إلاطلاق  | نهاية العرض    | الايام | المتنافسين | الفائز            | المقدم الرئيسي  | الجائزة الكبرى                     | عدد المشاهدات بالمليون |
| ----------------- | -------------- | -------------- | ------ | ---------- | ----------------- | --------------- | ---------------------------------- | ---------------------- |
| غراندي فراتيلو 1  | 14 سبتمبر 2000 | 21 ديسمبر 2000 | 99     | 10         | كريستينا بليفاني  | داريا بيجناردي  | £250,000,000 (nowadays €125,000)   | 9.82                   |
| غراندي فراتيلو 2  | 20 سبتمبر 2001 | 20 ديسمبر 2001 | 92     | 16         | فلافيو مونتروكهيو | داريا بيجناردي  | £250,000,000 (nowadays €125,000)   | 8.00                   |
| غراندي فراتيلو 3  | 30 يناير 2003  | 8 مايو 2003    | 99     | 16         | فلوريانا سيكوندي  | باربرا دي اورسو | €241,000 (reduced from €300,000)   | 8.00                   |
| غراندي فراتيلو 4  | 22 يناير 2004  | 6 مايو 2004    | 106    | 15         | سيرينا غاريتا     | باربرا دي اورسو | €300,000                           | 8.44                   |
| غراندي فراتيلو 5  | 23 سبتمبر 2004 | 2 ديسمبر 2004  | 71     | 17         | جوناثان كاشانيان  | باربرا دي اورسو | €250,000                           | 6.86                   |
| غراندي فراتيلو 6  | 19 يناير 2006  | 27 ابريل 2006  | 99     | 18         | أوغسطو ميجني      | اليسيا ماركوزي  | €900,000 (reduced from €1,000,000) | 6.51                   |
| غراندي فراتيلو 7  | 18 يناير 2007  | 19 ابريل 2007  | 92     | 19         | ميلو كوريت        | اليسيا ماركوزي  | €500,000                           | 5.57                   |
| غراندي فراتيلو 8  | 21 يناير 2008  | 21 ابريل 2008  | 92     | 21         | ماريو فيريتي      | اليسيا ماركوزي  | €500,000                           | 5.46                   |
| غراندي فراتيلو 9  | 12 يناير 2009  | 20 ابريل 2009  | 99     | 23         | فردي بيريسا       | اليسيا ماركوزي  | €300,000                           | 6.63                   |
| غراندي فراتيلو 10 | 26 أكتوبر 2009 | 8 مارس 2010    | 134    | 26         | ماورو مارين       | اليسيا ماركوزي  | €250,000                           | 6.16                   |
| غراندي فراتيلو 11 | 18 أكتوبر 2010 | 18 ابريل 2011  | 183    | 35         | أندريا كوكو       | اليسيا ماركوزي  | €300,000 (extended from €250,000)  | 5.43                   |
| غراندي فراتيلو 12 | 24 أكتوبر 2011 | 1 ابريل 2012   | 161    | 36         | صابرينة مبارك     | اليسيا ماركوزي  | €240,000 (reduced from €250,000)   | 3.85                   |
| غراندي فراتيلو 13 | 3 مارس 2014    | 26 مايو 2014   | 85     | 17         | ميركو بيتريلي     | اليسيا ماركوزي  | €250,000                           | 4.12                   |
| غراندي فراتيلو 14 | 21 سبتمبر 2015 | 28 ديسمبر 2015 | 99     | 16         | TBA               | اليسيا ماركوزي  | €250,000                           | TBA                    |

### الفائزون
الموسم الاول، فازت بها كريستينا بليفاني من إسيو، إيطاليا

الموسم الثاني، فاز بها فلافيو مونتروكهيو من تورينو، إيطاليا

الموسم الثالث، فازت بها فلوريانا سيكوندي من روما، إيطاليا

الموسم الرابع، فازت بها سيرينا غاريتا من جنوة، إيطاليا

الموسم الخامس، فاز بها جوناثان كاشانيان من رمات غان، إسرائيل، (من أبوين إيرانيين)

الموسم السادس، فاز بها أوغسطو ميجني من فولينيو، إيطاليا

الموسم السابع، فاز بها ميلو كوريت من روما، إيطاليا

الموسم الثامن، فاز بها ماريو فيريتي من مونتيكيو، إيطاليا

الموسم التاسع، فاز بها فردي بيريسا من بودغوريتسا، الجبل الأسود

الموسم العاشر، فاز بها ماورو مارين من تريفيزو، إيطاليا

الموسم الحادي عشر، فاز بها أندريا كوكو من هونغ كونغ، الصين

الموسم الثاني عشر، فازت بها صابرينة مبارك من أوديني، إيطاليا 

الموسم الثالث عشر، فاز بها ميركو بيتريلي من لاريانو، إيطاليا

### المقدمون
- داريا بيجناردي (نسخ: 1-2)
- باربرا دي اورسو (نسخ: 3-4-5)
- اليسيا ماركوزي (نسخ: 6-7-8-9-10-11-12-13-14)

## روابط خارجية
- غراندي فراتيلو على موقع IMDb (الإنجليزية)
- غراندي فراتيلو على موقع كينوبويسك (الروسية)
- غراندي فراتيلو على موقع قاعدة بيانات الفيلم (الإنجليزية)